# 头带钝塘鳢
头带鈍塘鱧（学名：Amblyeleotris cephalotaenius），为輻鰭魚綱鰕虎鱼目鰕虎亞目鰕虎科鈍塘鱧屬下的一个种。

## 扩展阅读
- 維基物種上的相關：头带鈍塘鱧